# Czajkowskij
Czajkowskij (ros. Чайковский) − miasto w Rosji, w Kraju Permskim, nad rzeką Kamą. Liczy 81 855 mieszkańców (2021).
Założone w 1955 roku, prawa miejskie posiada od roku 1962. Nazwa pochodzi od nazwiska rosyjskiego kompozytora Piotra Czajkowskiego, urodzonego w pobliskim mieście Wotkińsku.
W mieście rozwinął się przemysł włókienniczy, chemiczny, maszynowy, cementowy, drzewny oraz spożywczy. 
Znajduje się tu kompleks skoczni narciarskich Snieżynka (K125, K95 i K65).

## Demografia
| 1989   | 2002   | 2008   | 2010   | 2021   |
| ------ | ------ | ------ | ------ | ------ |
| 85 849 | 86 714 | 85 619 | 82 895 | 81 855 |

## Miasta partnerskie
- Neustrelitz